# Beobwon-eup
Beobwon-eup (koreanska: 법원읍) är en köping i kommunen Paju i provinsen Gyeonggi i den nordvästra delen av Sydkorea, 33 km norr om huvudstaden Seoul.